# Chile Open 2021
Giải quần vợt Chile Mở rộng 2021 (còn được biết đến với Chile Dove Men+Care Open vì lý do tài trợ) là một giải quần vợt nam thi đấu trên mặt sân đất nện ngoài trời. Đây là lần thứ 23 Giải quần vợt Chile Mở rộng được tổ chức, và là một phần của ATP 250 trong ATP Tour 2021. Giải đấu diễn ra ở Santiago, Chile từ ngày 8 đến ngày 14 tháng 3 năm 2021.

## Nội dung đơn

### Hạt giống
| Quốc gia | Tay vợt           | Xếp hạng1 | Hạt giống |
| -------- | ----------------- | --------- | --------- |
| CHI      | Cristian Garín    | 22        | 1         |
| FRA      | Benoît Paire      | 29        | 2         |
| ESP      | Pablo Andújar     | 57        | 3         |
| SRB      | Laslo Đere        | 60        | 4         |
| USA      | Frances Tiafoe    | 62        | 5         |
| ITA      | Salvatore Caruso  | 79        | 6         |
| ARG      | Federico Coria    | 85        | 7         |
| ARG      | Federico Delbonis | 86        | 8         |

- Bảng xếp hạng vào ngày 1 tháng 3 năm 2021.[2]

### Vận động viên khác
Đặc cách:
- Juan Manuel Cerúndolo
- Nicolás Jarry
- Gonzalo Lama

Miễn đặc biệt:
- Francisco Cerúndolo

Vượt qua vòng loại:
- Sebastián Báez
- Holger Rune
- Alejandro Tabilo
- Juan Pablo Varillas

### Rút lui
- Fabio Fognini → thay thế bởi  Jaume Munar
- Miomir Kecmanović → thay thế bởi  Andrej Martin
- Dominik Koepfer → thay thế bởi  Daniel Elahi Galán
- Juan Ignacio Londero → thay thế bởi  Facundo Bagnis
- Pedro Martínez → thay thế bởi  Daniel Altmaier
- Thiago Monteiro → thay thế bởi  Jozef Kovalík
- Guido Pella → thay thế bởi  Pedro Sousa

## Nội dung đôi

### Hạt giống
| Quốc gia | Tay vợt           | Quốc gia | Tay vợt           | Xếp hạng1 | Hạt giống |
| -------- | ----------------- | -------- | ----------------- | --------- | --------- |
| RSA      | Raven Klaasen     | JPN      | Ben McLachlan     | 69        | 1         |
| USA      | Austin Krajicek   | CRO      | Franko Škugor     | 74        | 2         |
| BRA      | Marcelo Demoliner | MEX      | Santiago González | 93        | 3         |
| ITA      | Simone Bolelli    | ARG      | Máximo González   | 117       | 4         |

- 1 Bảng xếp hạng vào ngày 1 tháng 3 năm 2021

### Vận động viên khác
Đặc cách:
- Marcelo Tomás Barrios Vera /  Alejandro Tabilo
- Nicolás Jarry /  Leonardo Mayer

### Rút lui
Trước giải đấu
- Federico Delbonis /  Juan Ignacio Londero → thay thế bởi  Federico Delbonis /  Jaume Munar

## Nhà vô địch

### Đơn
- Cristian Garín đánh bại  Facundo Bagnis, 6–4, 6–7(3–7), 7–5

### Đôi
- Simone Bolelli /  Máximo González đánh bại  Federico Delbonis /  Jaume Munar, 7–6(7–4), 6–4